# Ranunculus carinthiacus
Ranunculus carinthiacus là một loài thực vật có hoa trong họ Mao lương. Loài này được Hoppe miêu tả khoa học đầu tiên năm 1826.

## Hình ảnh

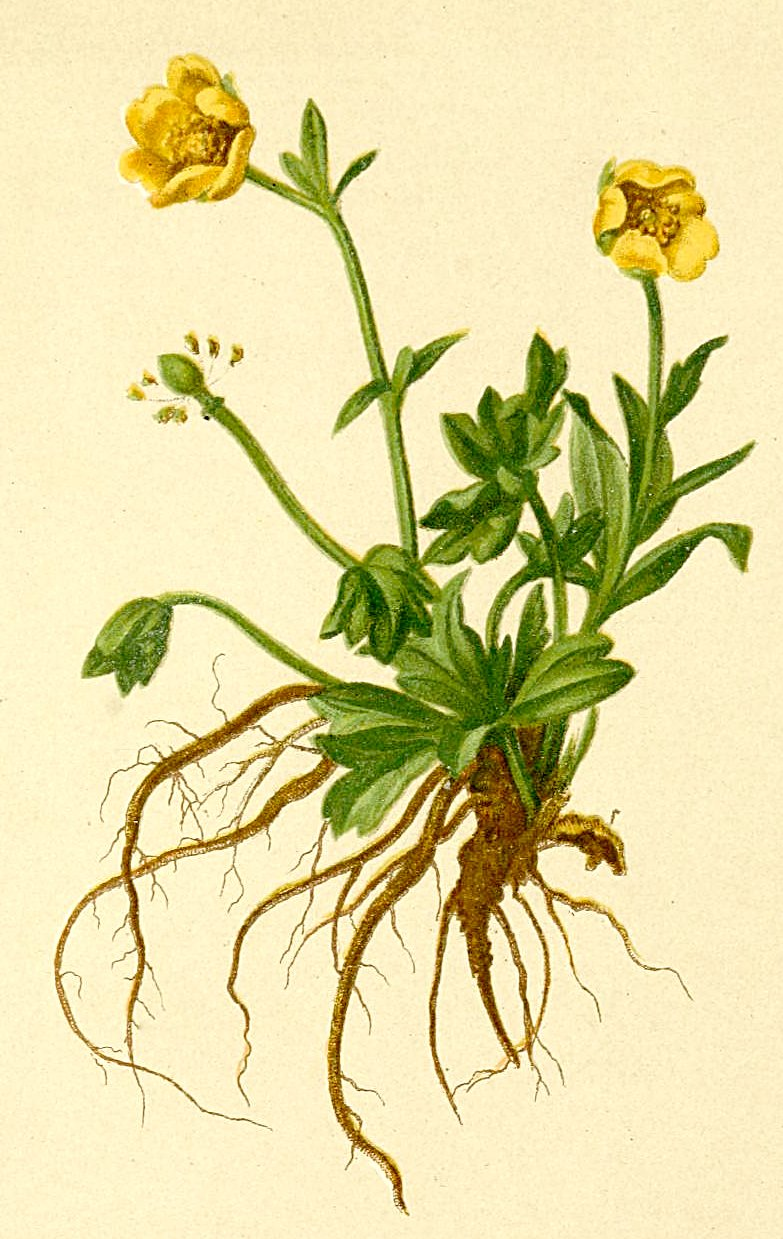
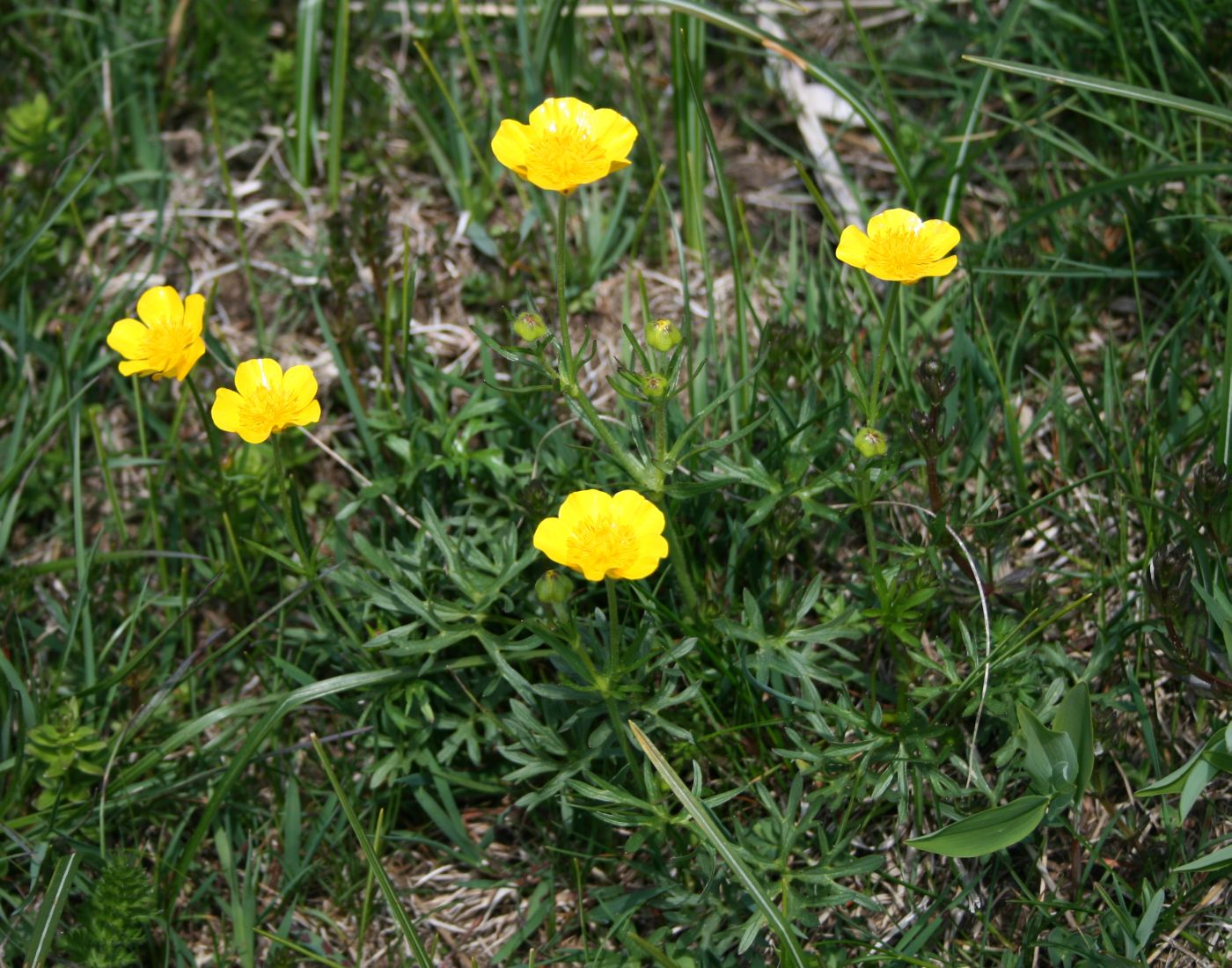
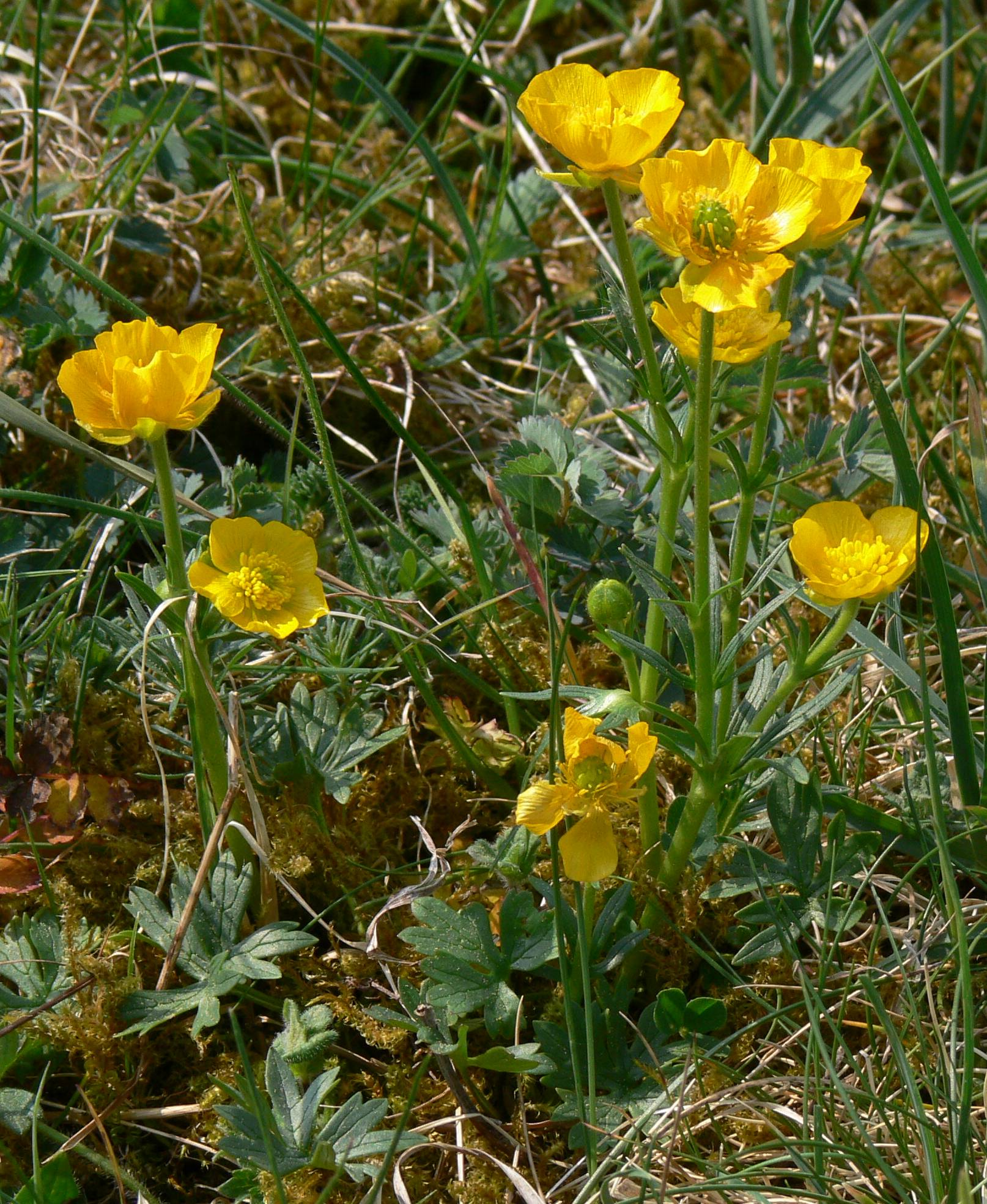